# Пушкарьов Антон Євгенович
Антон Євгенійович Пушкарьов — солдат Збройних сил України, учасник російсько-української війни.

## Життєпис
Народився 23 вересня 1988 в Свердловській області Росії, де на той час проживали його батьки. Згодом чоловік разом з мамою переїхав до Миргорода. Закінчив Миргородську гімназію імені Т.Г. Шевченка. Продовжив навчання в Полтавській аграрній академії. Працював будівельником.
В листопаді 2024-го року долучився до ЗСУ.
Загинув 6 cічня 2025 на бойовому завданні  

## Нагороди
За особисту мужність і героїзм, виявлені у захисті державного суверенітету та територіальної цілісності України, вірність військовій присязі під час російсько-української війни, відзначений — нагороджений
- 7 травня 2025 року — орденом «За мужність» III ступеня (посмертно).